# Slijpbeek (Arnhem)
De Slijpbeek of Klingelbeek is een spreng die ontstaat op het landgoed Mariëndaal bij Arnhem.

## Beekloop
Op het landgoed Mariëndaal loopt de beek door een erosiedal en een aantal aangelegde vijvers. Via een duiker gaat de beek onder het spoor Arnhem-Utrecht door en belandt met een waterval in een laatste vijver. De beek verlaat het landgoed door een duiker onder de Utrechtseweg.
Via het terrein Arnhems Buiten komt de Slijpbeek in de Rosandepolder. Hier loopt het via een ecopassage onder het treinspoor Arnhem-Nijmegen door om aan de westzijde in de Nederrijn te eindigen.
- Virtual International Authority File: 307288523